# ایرسافت

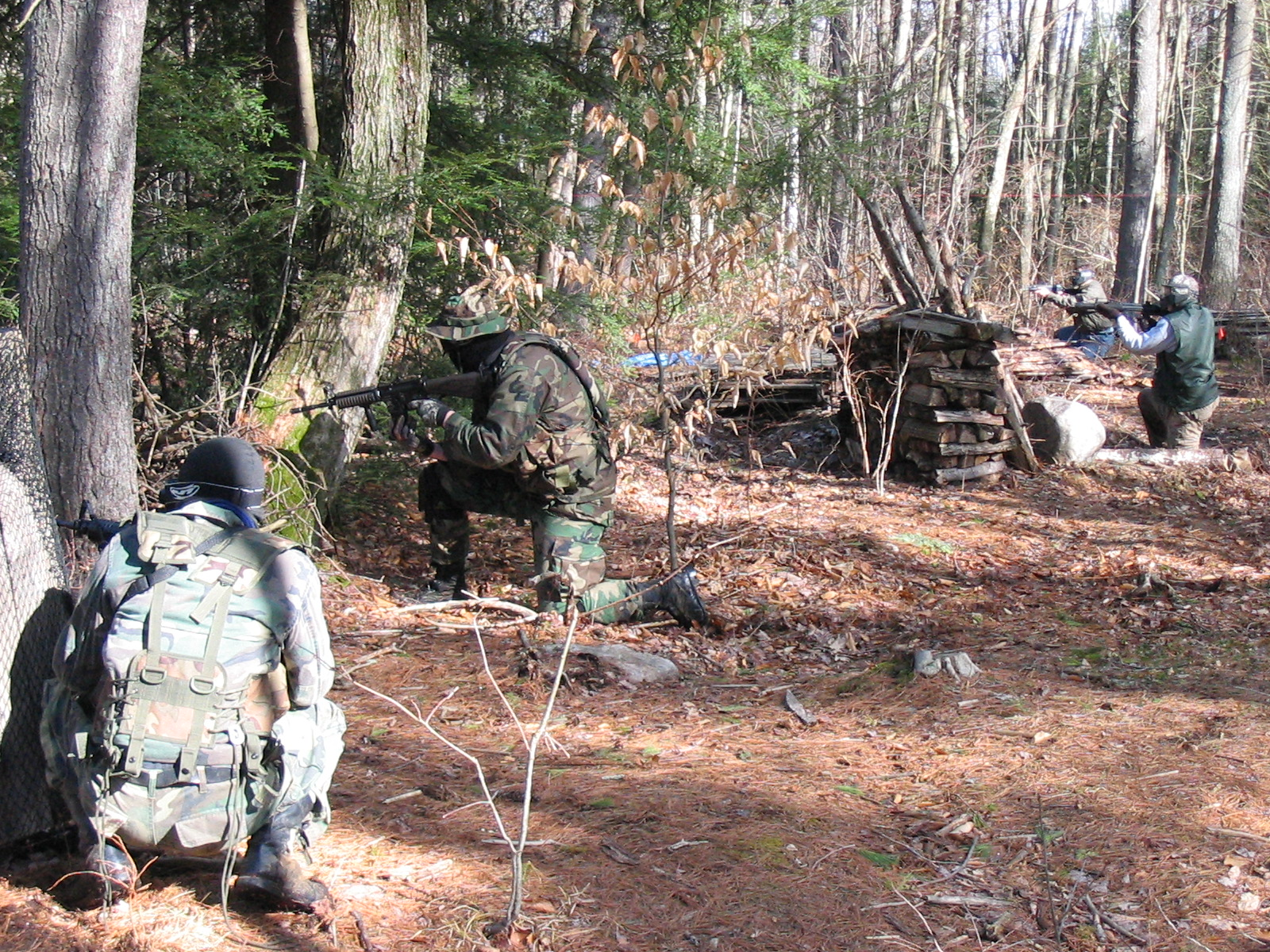
چهار بازیکن در حال هدف قرار دادن افراد تیم مقابل در ایرسافت.

ایرسافت (به انگلیسی: Airsoft) فعالیت دسته جمعی است که در آن بازیکنان با لباس نظامی (و در عین حال ایمنی) در شرایطی مشابه جنگ یا فعالیت‌های پلیسی مقابل یکدیگر قرار می‌گیرند. در این فعالیت از اسلحه‌های ایرسافت استفاده می‌شود و از انواع بدلی نارنجک، مین و ... نیز استفاده می‌شود.